# Zuidelijk ventilatiegebouw IJ-tunnel
Het Zuidelijk Ventilatiegebouw IJ-tunnel is een bouwwerk in Amsterdam-Centrum.
Het is één van de twee ventilatietorens die de lucht in de IJ-tunnel fris moeten houden; de zuidelijk staat op Piet Heinkade nr. 2 naast de Oosterdoksdoorgang. Het idee voor ventilatietorens was nieuw in Amsterdam. De eerder gebouwde Coentunnel had geen ventilatie nodig; daarvoor zorgde het verkeer zelf. In de IJ-tunnel, die twee keer zo lang is, waren flauwe bochten nodig om een juiste aansluiting te krijgen, maar dat betekende wel minder automatische doorstroming van lucht. 
Architect Enrico Hartsuyker van de Dienst der Publieke Werken had al in 1956 een maquette gemaakt van de twee torens, maar het zou nog jaren duren voordat er daadwerkelijk gebouwd ging worden. Opmerkelijk is dat Hartsuyker voor beide gebouwen ronde sculpturale torens voor ogen had; twee hoge van 35 meter voor de afvoer en twee lage voor de aanvoer) met daaromheen een vierkant dienstgebouw bestaande uit horizontale betonnen platen met daartussen glas, alles in symmetrie. Oponthoud kwam mede door een investeringsverbod eindjaren vijftig; er was na alle wederopbouw even geen geld meer. Toen de IJ-tunnel in 1968 werd opgeleverd zagen de ventilatietorens er heel anders uit, een nieuwe maquette van dat gebouw werd al in 1964 gepresenteerd. Het waren hoekige dubbele torens geworden met daartussen de dienstgebouwen; de torens zijn 35 meter hoog en worden naar boven toe steeds breder (uitwaaieren). Uiteindelijk zorgden voor het zuidelijk deel (2/3 van de tunnel) acht schoepenraderen voor verse lucht.
Een opvallende verschijning vormen de dienstruimten waarin onder meer verkeerscentrale van de IJ-tunnel werd ondergebracht. Het geheel is zo ontworpen en gebouwd dat de vier torens twee aan twee op de einden van de diagonaal van dat gebouw zijn geplaatst. Het gebouw kreeg witte metalen gevelbekleding. 

Zowel de noordelijke als zuidelijke ventilatietorens vormen/vormden sinds 1968 bakens in het stedelijk landschap, alhoewel de zuidelijke steeds meer werd ingebouwd. Reden voor de Erfgoedvereniging Heemschut ze op te nemen in hun brochure "Post '65 Architectuur 1966-1990 in Amsterdam". Ze wilde hiermee voorkomen dat (al te veel) moderne bouwwerken werden gesloopt, voordat men kon inzien welke architectonische waarde ze vertegenwoordigen. Het staat daar vermeld tussen twee andere ontwerpen van Publieke Werken: de Latjesbrug van Dirk Sterenberg en de Torontobrug van Dick Slebos. Hartsuyker over de torens:
De ventilatiegebouwen van de tunnels hebben zich eigenlijk gevormd naar de functie die ze kregen te vervullen, Ik heb ze dus niet echt ontworpen, zoals een architect zijn ontwerpen tot stand brengt.
Overigens is in de buurt alles groot. Voor de deur ligt een grote verkeersbrug (brug 485) met daarop het grote beeld Maan over Ameland.  
In 2023 begon de bouw van een nieuwe verkeerscentrale, die de vijf tunnels van Amsterdam moet bedienen; nieuwbouw vindt plaats nabij het Logistiek Centrum Metro aan de Van Marwijk Kooystraat. Zodra deze opgeleverd is wordt de ruimte alhier klaargemaakt om als calamiteitenruimte te dienen (ca. 2026).